# Anachis nigrofusca
Anachis nigrofusca is een slakkensoort uit de familie van de Columbellidae. De wetenschappelijke naam van de soort is voor het eerst geldig gepubliceerd in 1857 door Carpenter.